# Cộng hòa Xã hội chủ nghĩa Xô viết Tajikistan
Cộng hòa Xã hội Chủ nghĩa Xô viết Tajikistan (tiếng Tajik: Республикаи Советии Социалистии Тоҷикистон, chuyển tự: Respublikai Sovetii Sotsialistii Tocikiston; tiếng Nga: Таджикская Советская Социалистическая Республика, chuyển tự: Tadzhikskaya Sovetskaya Sotsalisticheskaya Respublika), hay còn gọi tắt là CHXHCNXV Tajikistan hoặc Tajikistan Xô viết, là một trong những nước cộng hòa tạo nên Liên Xô. Tajikistan Xô viết có vị trí tại Trung Á  và được thành lập vào ngày 14 tháng 10 năm 1924, đã có lúc được gọi là Cộng hòa Xã hội chủ nghĩa Xô viết Tự trị Tajikistan và là một phần của Cộng hòa Xã hội chủ nghĩa Xô viết Uzbekistan. Vào ngày 5 tháng 12 năm 1929 nó được chuyển thành một nước độc lập riêng rẽ của Liên bang Xô viết. Vào ngày 9 tháng 9 năm 1991, Quốc gia này tuyên bố độc lập từ Liên bang Xô viết và được đổi tên thành "Cộng hòa Tajikistan".

## Lịch sử
Một trong các chính thể mới được xây dựng tại Trung tâm châu Á năm 1924 là Uzbekistan, có vị thế của một nước Cộng hòa Xã hội Chủ nghĩa Xô Viết. Tajikistan được xây dựng như một nước Cộng hòa Xã hội Chủ nghĩa Xô Viết tự trị bên trong Uzbekistan. Nền Cộng hòa tự trị là phía Đông Bukhara và có dân số khoảng 740.000, trong khi tổng dân số của Uzbekistan là 5 triệu. Thủ đô là Dushanbe, là một ngôi làng có số dân khoảng 3.000 vào năm 1920. Năm 1929 Tajikistan ly khai khỏi Uzbekistan và có chính thể đầy đủ là Cộng hòa Xã hội Chủ nghĩa Xô Viết. Trong thời gian này, vùng lãnh thổ phía Nam Tajikistan đã được thêm vào nước Cộng hòa. Mặc dù được thêm lãnh thổ, Tajikistan vẫn là nước nhỏ nhất ở Trung tâm châu Á.
Tờ báo được viết bằng ngôn ngữ Tajik tại Tajikistan Xô Viết bắt đầu vào năm 1926. Nền giáo dục mới cũng bắt đầu từ thời gian này. Các ngôi trường đầu tiên, cho cả người lớn và trẻ con được xây dựng để phổ cập kiến thức cơ bản, mở cửa năm 1926. Chính quyền cũng tuyển một số ít người Tajik cho văn phòng công cộng, hoặc gửi họ đến trường tại Uzbekistan.